# Rogue River (film)
Rogue River è un film del 2012 diretto da Jourdan McClure.
Pellicola horror statunitense sceneggiata da Ryan Finnerty e Kevin Haskin.

## Trama
Mara, una giovane donna, si trova nella riva di un fiume con un vestito risalente all'antica Grecia. Disperata, piange e tiene stretta con sé una croce. Si punta poi una pistola alla testa e uno sparo si sente in sottofondo.
Tempo addietro, Mara lascia suo fratello, e si reca a Rogue River per spargere le ceneri di suo padre, morto da poco. Raggiunto il posto, viene avvicinata da Jon, che le dice che è proibito buttare le ceneri nel fiume, visto che serve un permesso speciale. All'inizio la donna è molto diffidente nei confronti dell'uomo, ma poi conoscendolo meglio, gli rivela il motivo della sua venuta al fiume e accetta anche un passaggio quando scopre che la sua macchina è sparita misteriosamente. L'uomo la ospite a casa sua per la notte e le presenta la moglie Lea. A cena, Mara fa cadere un piatto e viene ferita alla mano. I due coniugi cicatrizzano la ferita come se nulla fosse. Un uomo con le mani insanguinate appare dietro le finestre della casa di Jon. Subito dopo si sentono alcuni spari che preoccupano tanto Mara a tal punto da darle la convinzioni che i padroni di casa non siano sani di mente. Quando scopre che Jon la osserva mentre dorme, cerca di scappare dalla casa e ci riesce, ma viene catturata dall'uomo.
Per Mara incomincerà l'incubo peggiore della sua vita: verrà maltrattata e sottoposta a degli abusi sia fisici che psicologici. Due persone vengono a cercarla: una di loro viene uccisa, mentre l'altro viene ferito. Jon, rivela a Mara che Lea è in realtà sua sorella e non sua moglie. La donna viene costretta ad indossare un abito greco e ad avere un rapporto sessuale con il moribondo che si rivela essere suo fratello Andrew. Stanca per quello che è successo, si ribella a tanta oppressione e uccide Lea, soffocandola con le ceneri del padre. Mara riesce poi a liberare Andrew ma per un suo errore muore. La donna, scioccata dalla morte del fratello, viaggia in stato catatonico per la foresta fino ad arrivare vicino al fiume dove cerca di suicidarsi. Jon la incoraggia a farlo, ma viene ferito prima all'addome e alle braccia e poi viene ucciso brutalmente da Mara.
Mesi dopo, Mara, incinta per il rapporto sessuale avuto col fratello, torna a Rogue River per disperdere le ceneri del padre e di Andrew.